# Ondina Peteani
Ondina Peteani (geboren am 26. April 1925 in Triest; gestorben am 3. Januar 2003 ebenda) war eine italienische Widerstandskämpferin zur Zeit des Zweiten Weltkriegs, Geburtshelferin, Gewerkschafterin sowie Mitglied der ANPI und der Kommunistischen Partei Italiens.

## Widerstand
Peteani wuchs im faschistischen Italien auf. 1942 begann sie in einer Werft in Monfalcone zu arbeiten, wo sie erste Kontakte zur antifaschistischen Untergrundbewegung knüpfte. Peteani schloss sich als Partisanin der Garibaldi-Einheit, einem Zusammenschluss aus italienischen Kommunisten und der slowenischen Osvobodilna Fronta („Befreiungsfront“), die in dem Gebiet bereits aktiv waren, an. Sie unterstützte den Widerstand als Kurierin und versorgte die Partisanen mit Nahrungsmitteln und Nachrichten. Sie operierte stets unter dem Decknamen „Natalia“. Am 2. Juli 1943 wurde sie das erste Mal verhaftet und bis zum Waffenstillstand zwischen Italien und den Alliierten im September in Triest eingesperrt. Danach schloss sie sich erneut den Partisanen an und war an bewaffneten Operationen gegen italienische Spione und Nazi-Faschisten beteiligt. In der Nacht vom 11. Februar 1944 allerdings wurde sie erneut festgenommen und von deutschen Soldaten in Triest festgehalten. Nachdem sie in einem Verhör durch die SS als Partisanin entlarvt wurde, kam sie Anfang März in das Gefängnis „Coroneo“ in Triest aus dem viele politische Gefangene von den Nazis ermordet wurden.
Am 31. Mai 1944 wurde Peteani zusammen mit anderen Gefangenen in einem Viehwaggon über Deutschland nach Auschwitz deportiert.
Anschließend wurde sie in das Konzentrationslager Ravensbrück überführt und von hier im Oktober 1944 vorübergehend in einer Kriegsproduktionsstätte in Eberswalde eingesetzt. Dank ihrer Vorkenntnisse aus der Werft, konnte sie den Produktionszyklus in der Fabrik verlangsamen. Im April 1945 schaffte sie es während eines Todesmarsches, der sie zurück nach Ravensbrück bringen sollte, zu fliehen und kam im Juli wieder in Italien an, nachdem sie 1.300 km zurückgelegt hatte.

## Leben und Engagement nach dem Krieg
Peteani litt ihr ganzes Leben lang an den psychischen und physischen Folgen ihrer Erfahrungen während des Krieges. Dennoch blieb sie aktiv und engagierte sich weiterhin in der PCI, in der ANPI, als Gewerkschafterin und übte den Beruf der Hebamme aus.

“Per lei l’antitesi [...] di una giovinezza di violenza e sofferenze. Con quel lavoro poteva ”dare la vita”, il massimo con quel suo lacerante passato.”

1962 gründete sie den kommunistischen Verlag „Editori Riuniti“.

## Tod
2003, im Alter von 77 Jahren starb Ondina Peteani an einer Lungenerkrankung. Trotz der Krankheitsjahre vor ihrem Tod, die sie an ihre Wohnung gebunden hatten, sollen ihre oft zitierten letzten Worte „È bello vivere liberi“ (Ondina Peteani) gewesen sein.